# Gourgé
Gourgé é uma comuna francesa na região administrativa da Nova Aquitânia, no departamento de Deux-Sèvres. Estende-se por uma área de 50,43 km². Em 2010 a comuna tinha 988 habitantes (densidade: 19,6 hab./km²).